# ドレクメーラー

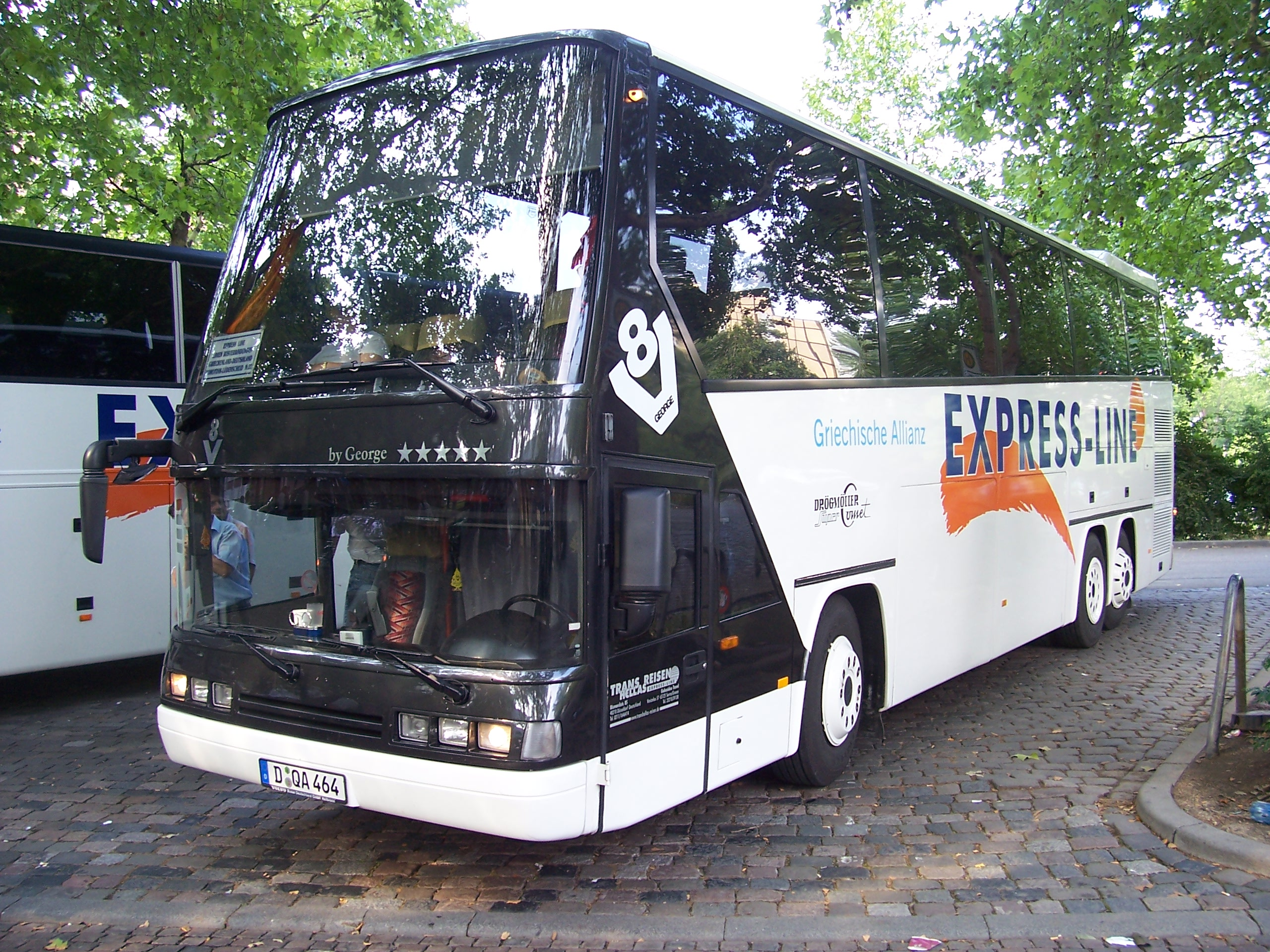
E430 スーパーコメット

ドレクメーラー（Drögmöller ）はかつて存在したドイツのバス車体メーカー（コーチビルダー）である。特徴あるバスを少数多品種生産するメーカーとして知られた。1995年にボルボに買収され、しばらくはボルボのバス工場として稼働していたが、2005年に生産がポーランドに移転し、ドレクメーラー時代から使用していた工場は閉鎖されている。

## 車種
- E330 ヨーロコメット（EuroComet ） - スーパーハイデッカー・シアターシート
- E420 コルセア（Corsair ） - スーパーハイデッカー・アンダーフロアコックピット
- E430 スーパーコメット（SuperComet ） - スーパーハイデッカー・シアターシート・アンダーフロアコックピット
- E440 メテオール（Meteor ） - ダブルデッカー

## 日本におけるドレクメーラー
日本国内には1982年から輸入された。
伊藤忠商事・東京いすゞ自動車が輸入元となる。日本でははとバスが大量導入したことで知られている。

### コルセア
アンダーフロアーコクピット車。日本での導入例は日立電鉄の3台のみ。

### ヨーロコメット
後方の床が高くなるシアターシート車。日本での導入は、1987年に導入されたはとバスの2台だけである。
ヨーロコメットの影響を受けた車両として、日野・ブルーリボン観光車の「グランシアター」およびセレガGT、いすゞ・ジャーニーQ「ロイヤルデッカー」などが挙げられる。なおヨーロコメットを導入したはとバスでは引退後の1999年にオリジナルボディの「はとまるくん」（シャーシはボルボB10M）でシアターフロアを採用している。

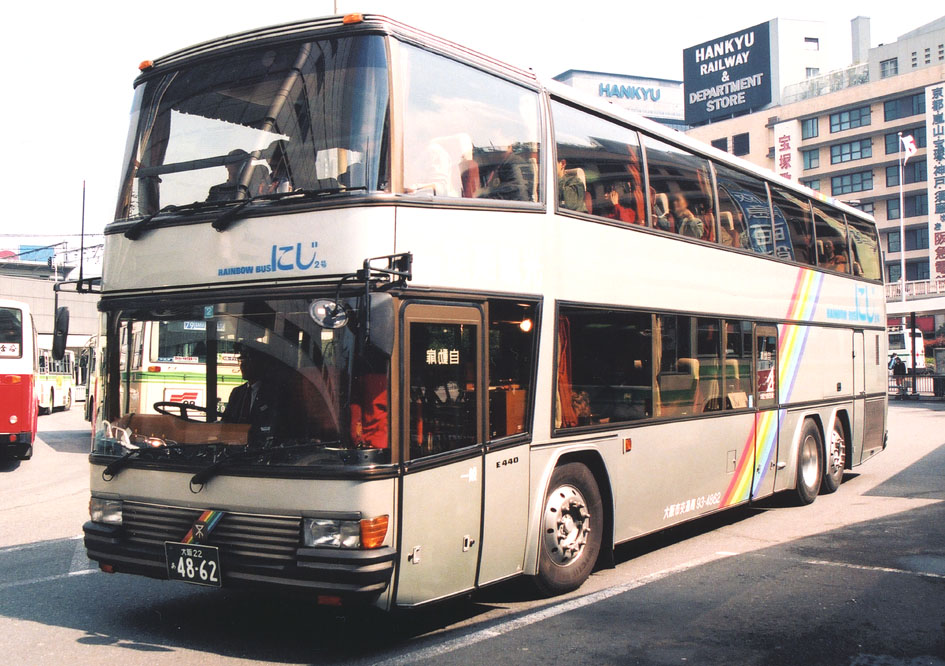
E440メテオール 大阪市交通局
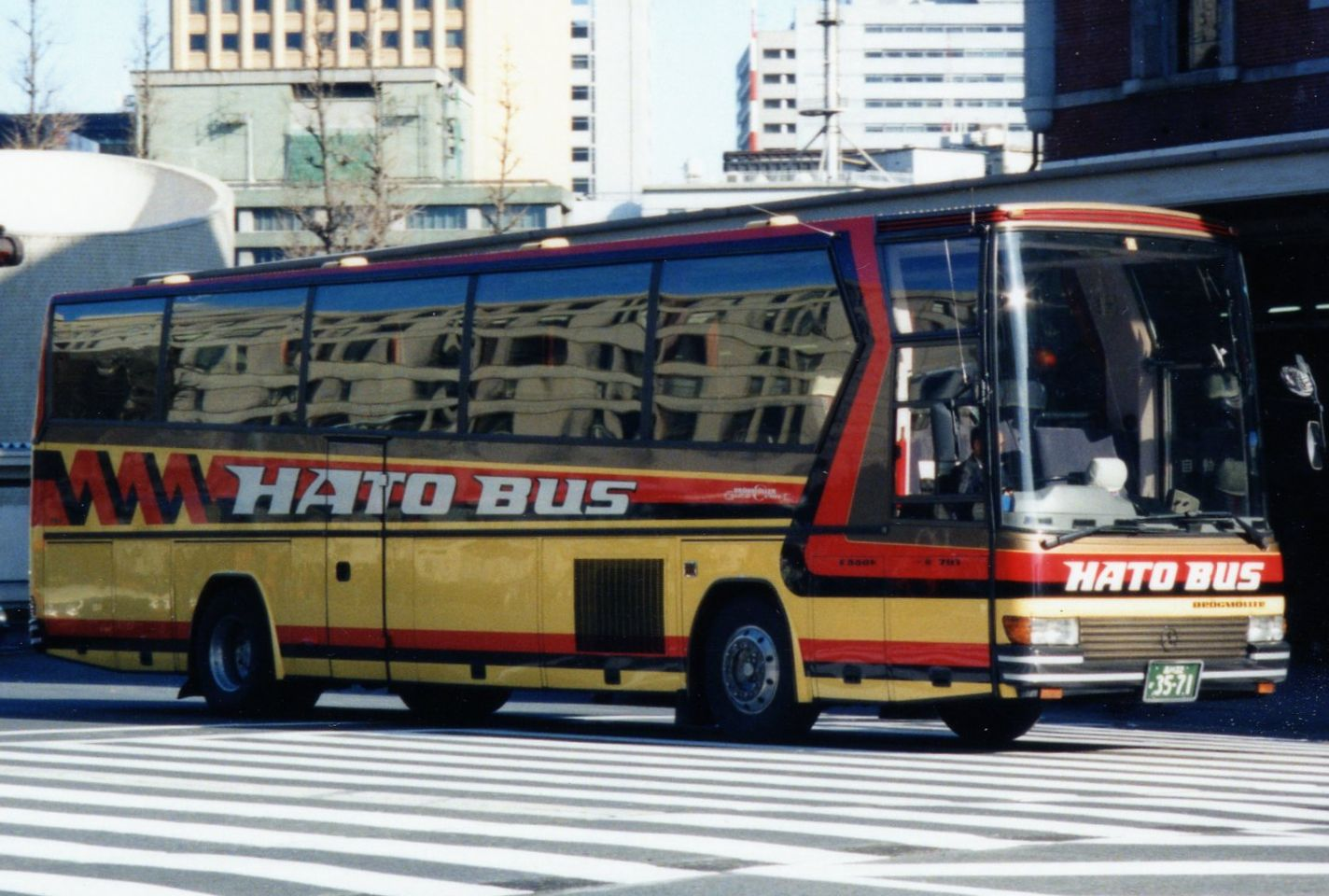
E330ヨーロコメット はとバス

## 日本の採用事業者
- はとバス
- 東京ヤサカ観光バス
- 大阪市交通局
- 日立電鉄
- 長崎バス
- 南ぬ島交通 - はとバスでオープントップバスに改造された個体を中古導入。
- 静岡鉄道（現しずてつジャストライン）